# Refugio de Prariond

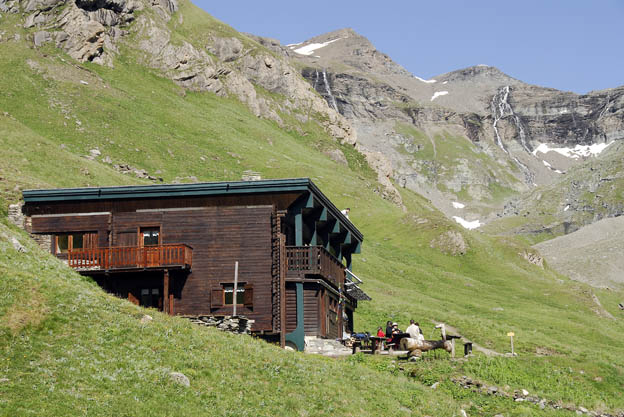
Fotografía del refugio de Prariond en 2007.

El refugio de Prariond es un refugio de montaña ubicado en Francia, en el departamento de Saboya, en la región de Auvernia-Ródano-Alpes. Se encuentra a una altitud de 2.324 metros, al este del macizo de Vanoise, cerca de los manantiales de Isère. El refugio de Prariond pertenece al parque nacional de Vanoise.

## Historia
Antiguamente existía un refugio ubicado a 200 m del refugio actual, bajo las rocas de la escuela de escalada. Aún puedes ver sus ruinas, incluida una especie de gran chimenea que permite el acceso durante los períodos de nieve. No muy lejos de allí, en el medio de la meseta Prariond, hay un gran bloque coronado por una cruz. Viste la placa conmemorativa de la "tragedia de la Galise" durante la cual murieron italianos y británicos en esta zona luego de atravesar el paso de la Galise debido a las condiciones climáticas extremas en noviembre de 1944.
El refugio actual fue construido en 1969, 6 años después de la creación del parque nacional de la Vanoise. Se reacondicionó en 1989-1990, lo que permitió aumentar la capacidad y la comodidad.

## Características e información
El refugio tiene una capacidad de 36 camas, que en invierno  se reducen a 16 no vigiladas. Encontramos la presencia de un guía  desde finales de marzo hasta el 10 de mayo y desde el 15 de junio hasta el 15 de septiembre.

## Acceso
Para llegar al refugio, debe dirigirse al aparcamiento Pont Saint-Charles, que se construyó cerca de Val-d'Isère. Después, seguir las gargantas de Malpasset a lo largo del Isère. Se han construido varios puentes para facilitar el paso de los excursionistas. Este pasaje conduce a una meseta desde donde el refugio es visible. Queda por tomar los pasajes que conducen a ella. 1h15 caminata verano.

## Ascensos
Desde el refugio, se puede ir al Col de la Galise que se encuentra a una altitud de 2987 metros. En el camino, es posible tomar una bifurcación para llegar al paso de Lose que es más bajo, a 2957 metros de altitud. Estos dos pasos son frontera con Italia.
Se pueden acceder a la Pointe de la Galise ( 3.343 m ) o la Grande aiguille Rousse ( 3.482 m).
El refugio es también un punto de partida para el esquí de fondo: Pointe de la Galise, la Grande aiguille Rousse, Gros Caval, la cumbre della Vacca, la roca Bassagne, y muchas incursiones de esquí hacia la Haute-Maurienne, o macizo el Gran Paraíso en Italia.